# ژرژ فیدو
ژرژ فیدو (به فرانسوی: Georges Feydeau) نمایش‌نامه نویس قرن نوزدهم میلادی اهل فرانسه است.